# Davenport (Washington)
Davenport ist eine Stadt mit dem Status City und der County Seat des Lincoln County im US-Bundesstaat Washington. Zum United States Census 2020 hatte Davenport 1703 Einwohner.

## Geschichte
Davenport wurde erstmals 1880 besiedelt und 1882 nach dem Bewohner J. C. Davenport benannt. Die Stadt wurde am 15. Dezember 1896 zum County Seat erklärt, nachdem eine Wahl Davenport als Ersatz für den früheren County Seat Sprague bestimmt hatte, welches bei einem Brand zerstört wurde; der zweite Bewerber war Harrington.
Davenport wurde am 9. Juni 1890 offiziell anerkannt. Davenport erlangte frühe Prominenz im nördlichen zentralen Teil des Columbia Basin in Ost-Washington, weil seine Bürger erfolgreiche Lobbyarbeit leisteten und 1889 anstelle des konkurrierenden Wheatdale Haltepunkt der Seattle, Lake Shore and Eastern Railway wurde. Die transkontinentale Northern Pacific Railway (NP) gründete eine Tochtergesellschaft, die Central Washington Railroad (CW), um eine konkurrierende Bahnlinie zu bauen, die Davenport im Februar 1889 erreichte. Eine Zweiglinie der Great Northern Railway (GN) wurde in den 1920er Jahren von Bluestem nach Davenport gebaut.
Davenport liegt zentral im nördlichen Weizengürtel des Columbia Basin, wo Weizen-Anbau im Trockenfeldbau auf den nicht von den gewaltigen Missoula-Fluten vor 14.000 Jahren weggeschwemmten Hügeln entscheidend für die Landwirtschaft der Region ist. Das Davenport Union Warehouse und das Odessa Union Warehouse betreiben mehrere Getreidespeicher verschiedenen Alters und Aussehens im Südteil der Stadt. Ein paar dieser Bauten datieren auf die Frühzeit der Stadtgeschichte. Davenport dient nach wie vor als Sammelpunkt für Weizen, wovon das meiste per Truck oder Eisenbahn verschickt wird. Während der größte Teil exportiert wird, findet einiges noch den Weg in die Getreidemühlen der Archer Daniels Midland in Spokane und Cheney. Lokal angebaute Gerste findet auch ihren Weg zu einigen Brauereien an der Westküste und anderen Verbrauchern.
Der Primary State Highway 2 (auch „Sunset Highway“ genannt) verlief letztendlich zusammen mit der CW-Linie von Coulee City über Davenport nach Spokane. Die Strecke ist als U.S. Highway 2 bekannt, folgt aber an vielen Stellen nicht der Original-Trasse des Sunset Highway. Der Primary State Highway 7 kreuzte gleichfalls den Primary State Highway 2 in Davenport und ist heute Teil der Washington State Route 28. Der Primary State Highway 22 verlief von Davenport zur Grenze zwischen Kanada und den Vereinigten Staaten nahe Northport. Dies ist heute die Washington State Route 25.

## Geographie
Nach dem United States Census Bureau nimmt die Stadt eine Gesamtfläche von 4,71 Quadratkilometern ein, worunter keine Wasserflächen sind.

### Klima
Davenport hat nach der Klimaklassifikation nach Köppen und Geiger ein sommertrockenes Kontinentalklima (abgekürzt „Dsb“).
|                        | Jan    | Feb    | Mär    | Apr   | Mai   | Jun   | Jul   | Aug   | Sep   | Okt    | Nov    | Dez    |   |        |
| Mittl. Temperatur (°C) | −3,97  | −1,03  | 3,31   | 7,22  | 11,44 | 15,08 | 18,75 | 19,03 | 14,06 | 7,64   | 0,94   | −3,75  | ⌀ | 7,4    |
| Mittl. Tagesmax. (°C)  | 14,44  | 15,56  | 22,78  | 32,22 | 34,44 | 38,89 | 40,56 | 39,44 | 37,78 | 30,00  | 20,00  | 16,11  | ⌀ | 28,6   |
| Mittl. Tagesmin. (°C)  | −33,33 | −31,67 | −22,78 | −7,78 | −6,67 | −2,78 | −1,67 | −1,67 | −6,67 | −18,33 | −30,00 | −30,56 | ⌀ | −16,1  |
|                        |        |        |        |       |       |       |       |       |       |        |        |        |   |        |
| Niederschlag (mm)      | 36,83  | 30,99  | 33,02  | 25,91 | 35,81 | 26,16 | 19,81 | 13,72 | 16,51 | 22,35  | 48,26  | 49,02  | Σ | 358,39 |
|                        |        |        |        |       |       |       |       |       |       |        |        |        |   |        |
| Regentage (d)          | 7,7    | 6,9    | 8,0    | 6,3   | 7,6   | 6,9   | 4,0   | 3,4   | 4,5   | 5,3    | 10,2   | 9,2    | Σ | 80     |

| −33,33 |

| −31,67 |

| −22,78 |

| −7,78 |

| −6,67 |

| −2,78 |

| −1,67 |

| −1,67 |

| −6,67 |

| −18,33 |

| −30,00 |

| −30,56 |

| −33,33 |

| −31,67 |

| −22,78 |

| −7,78 |

| −6,67 |

| −2,78 |

| −1,67 |

| −1,67 |

| −6,67 |

| −18,33 |

| −30,00 |

| −30,56 |

## Demographie

### Census 2000
Nach der Volkszählung von 2000 gab es in Davenport 1.730 Einwohner, 707 Haushalte und 436 Familien. Die Bevölkerungsdichte betrug 442,4 pro km². Es gab 763 Wohneinheiten bei einer mittleren Dichte von 195,1 pro km².
Die Bevölkerung bestand zu 97,17 % aus Weißen, zu 0,29 % aus Afroamerikanern, zu 0,98 % aus Indianern, zu 0 % aus Asiaten, zu 0 % aus Pazifik-Insulanern, zu 0,29 % aus anderen „Rassen“ und zu 1,27 % aus zwei oder mehr „Rassen“. Hispanics oder Latinos „jeglicher Rasse“ bildeten 2,25 % der Bevölkerung.
30 % waren deutscher, 12,1 % US-amerikanischer, 10,6 % englischer and 6,2 % irischer Abstammung. 98,4 % sprachen englisch und 1,6 % spanisch als Muttersprache.
Von den 707 Haushalten beherbergten 30,8 % Kinder unter 18 Jahren, 50,1 % wurden von zusammen lebenden verheirateten Paaren, 9,2 % von alleinerziehenden Müttern geführt; 38,3 % waren Nicht-Familien. 33,8 % der Haushalte waren Singles und 18 % waren alleinstehende über 65-jährige Personen. Die durchschnittliche Haushaltsgröße betrug 2,34 und die durchschnittliche Familiengröße 3,01 Personen.
Der Median des Alters in der Stadt betrug 41 Jahre. 25,7 % der Einwohner waren unter 18, 5,8 % zwischen 18 und 24, 24,7 % zwischen 25 und 44, 21,7 % zwischen 45 und 64 und 22 65 Jahre oder älter. Auf 100 Frauen kamen 85,2 Männer, bei den über 18-Jährigen waren es 79,7 Männer auf 100 Frauen.
Alle Angaben zum mittleren Einkommen beziehen sich auf den Median. Das mittlere Haushaltseinkommen betrug 37.900 US$, in den Familien waren es 47.708 US$. Männer hatten ein mittleres Einkommen von 34.531 US$ gegenüber 21.875 US$ bei Frauen. Das Pro-Kopf-Einkommen betrug 20.090 US$. Etwa 8,5 % der Familien und 11,2 % der Gesamtbevölkerung lebte unterhalb der Armutsgrenze; das betraf 12,9 % der unter 18-Jährigen und 9,9 % der über 65-Jährigen.

### Census 2010
Nach der Volkszählung von 2010 gab es in Davenport 1.734 Einwohner, 694 Haushalte und 445 Familien. Die Bevölkerungsdichte betrug 367,8 pro km². Es gab 750 Wohneinheiten bei einer mittleren Dichte von 159,1 pro km².
Die Bevölkerung bestand zu 95,3 % aus Weißen, zu 0,1 % aus Afroamerikanern, zu 1,2 % aus Indianern, zu 0,1 % aus Asiaten, zu 0,1 % aus Pazifik-Insulanern, zu 0,6 % aus anderen „Rassen“ und zu 2,6 % aus zwei oder mehr „Rassen“. Hispanics oder Latinos „jeglicher Rasse“ bildeten 2,7 % der Bevölkerung.
Von den 694 Haushalten beherbergten 31,1 % Kinder unter 18 Jahren, 46,8 % wurden von zusammen lebenden verheirateten Paaren, 13,5 % von alleinerziehenden Müttern und 3,7 % von alleinstehenden Vätern geführt; 35,9 % waren Nicht-Familien. 31,6 % der Haushalte waren Singles und 13,9 % waren alleinstehende über 65-jährige Personen. Die durchschnittliche Haushaltsgröße betrug 2,43 und die durchschnittliche Familiengröße 3,03 Personen.

Der Median des Alters in der Stadt betrug 40 Jahre. 25,5 % der Einwohner waren unter 18, 8,7 % zwischen 18 und 24, 20,9 % zwischen 25 und 44, 25,9 % zwischen 45 und 64 und 19 65 Jahre oder älter. Von den Einwohnern waren 47,6 % Männer und 52,4 % Frauen.

## Bildung
Der Davenport School District betreibt die Davenport Elementary, die Davenport Middle School und die Davenport Senior High School. Das Maskottchen ist der „Davenport Gorilla“.

## Verkehr
Davenport wird vom Davenport Municipal Airport versorgt. Außerdem verlaufen die Eastern Washington Gateway Railroad, der U.S. Highway 2, die Washington State Route 28 und die Washington State Route 25 durch Davenport.